# Haustor (album)
Haustor je prvi studijski album rock grupe Haustor. Album je objavljen 1981. godine.

## Popis pjesama
| Br. | Skladba            | Trajanje |
| --- | ------------------ | -------- |
| 1.  | »Radio«            | 2:52     |
| 2.  | »Mijenjam se«      | 1:58     |
| 3.  | »Tko Je to«        | 2:07     |
| 4.  | »'60-'65«          | 3:12     |
| 5.  | »Moja prva ljubav« | 5:23     |
| 6.  | »Noć u gradu«      |          |
| 7.  | »Crni žbir«        |          |
| 8.  | »Duhovi«           |          |
| 9.  | »Lice«             |          |

## Vanjske poveznice
- Janjatović, Petar. 2007. EX YU ROCK enciklopedija 1960-2006. Čigoja štampa. Beograd. ISBN 978-86-905317-1-4